# کرستین بهرنت
کرستین بهرنت (آلمانی: Kerstin Behrendt؛ زادهٔ ۲ سپتامبر ۱۹۶۷) دونده سرعت زن اهل آلمان بود.